# Occisor inscitus
Occisor inscitus là một loài ruồi trong họ Tachinidae.